# Neotephritis thaumasta
Neotephritis thaumasta är en tvåvingeart som först beskrevs av Erich Martin Hering 1942.  Neotephritis thaumasta ingår i släktet Neotephritis och familjen borrflugor. Inga underarter finns listade i Catalogue of Life.